# Jean Rouch
Jean Rouch (Paris, 31 de maio de 1917 - Níger, 18 de fevereiro de 2004), realizador e etnólogo francês, é um dos representantes e teóricos do cinema direto. Como cineasta e etnólogo, explora o documentário puro e a docuficção, criando um subgénero: a etnoficção.
Um fã de Rouch, Jean-Luc Godard, faz-nos esta pergunta: "Jean Rouch não usurpou o título do seu cartão de vista: responsável pela investigação no Museu do Homem". em Paris, Godard disse: "Existe uma definição melhor para um cineasta?".

## Biografia
Rouch iniciou sua longa associação com temas nigerianos em 1941, quando chegou a Niamey como engenheiro hidrológico colonial francês para supervisionar um projeto de construção no Níger. Lá conheceu Damouré Zika, filho de um curandeiro tradicional e pescador Songhai, próximo à cidade de Ayorou, no Rio Níger. Após dez trabalhadores Sorko serem mortos por um raio em um depósito de construção supervisionado por Rouch, a avó de Zika, uma famosa médium de possessão espiritual e conselheira espiritual, presidiu um ritual para homens, que Rouch mais tarde afirmou ter despertado seu desejo de fazer filmes etnográficos. Ele se interessou pela etnologia Zarma e Songhai, filmando rituais e cerimônias Songhai. Rouch enviou seu trabalho para seu professor Marcel Griaule, que o encorajou a continuar.
Logo depois, Rouch retornou à França para participar da Resistência Francesa. Após a guerra, trabalhou brevemente como jornalista na Agence France-Presse antes de retornar à África, onde se tornou um antropólogo influente e às vezes controverso cineasta.
Zika e Rouch se tornaram amigos. Em 1950, Rouch começou a usar Zika como personagem central de seus filmes, registrando as tradições, cultura e ecologia dos povos do vale do Rio Níger. O primeiro filme em que Zika apareceu foi Bataille sur le grand fleuve (1950–52), retratando a vida, cerimônias e caça dos pescadores Sorko. Rouch passou quatro meses viajando com pescadores Sorko em uma piroga tradicional.
Seus primeiros filmes, como Hippopotamus Hunt (Chasse à l'Hippopotame, 1946), Cliff Cemetery (Cimetière dans la Falaise, 1951), e The Rain Makers (Les Hommes qui Font la Pluie, 1951), eram relatórios tradicionais narrados, mas ele gradualmente se tornou mais inovador.
Rouch fez seus primeiros filmes no Níger: Au pays des mages noirs (1947), Initiation à la danse des possédés (1948) e Les magicians de Wanzarbé (1949), todos documentando rituais de possessão espiritual Songhai e os povos Zarma e Sorko que vivem ao longo do Rio Níger. Ele é geralmente considerado o pai do cinema nigeriano. Apesar de ter chegado como colonialista em 1941, Rouch permaneceu no Níger após a independência e orientou uma geração de cineastas e atores nigerianos, incluindo Zika.
Durante a década de 1950, Rouch começou a produzir filmes etnográficos mais longos. Em 1954, escalou Zika em Jaguar como um jovem Songhai viajando para trabalhar na Costa do Ouro. Três homens dramatizaram seus papéis da vida real no filme, e se tornaram os três primeiros atores do cinema nigeriano. Zika ajudou a reeditar o filme, originalmente uma peça etnográfica silenciosa, transformando-o em um longa-metragem entre documentário e ficção (docuficção), e forneceu diálogos e comentários para um lançamento de 1969. Em 1957, Rouch dirigiu Moi, un noir na Costa do Marfim com o jovem cineasta nigeriano Oumarou Ganda, que havia recentemente retornado do serviço militar francês na Indochina. Ganda se tornou o primeiro grande diretor e ator de cinema nigeriano. No início da década de 1970, Rouch, com elenco, equipe e co-roteiro de seus colaboradores nigerianos, estava produzindo filmes dramáticos de longa-metragem no Níger, como  fr (Pouco a Pouco: 1971) e  fr ("Cocoricó Senhor Frango": 1974).
Muitos cineastas africanos rejeitaram os filmes etnográficos de Rouch e outros produzidos na era colonial por distorcerem a realidade. Rouch é considerado um pioneiro da Nouvelle Vague e da antropologia visual, e o pai da etnoficção. Seus filmes são principalmente cinéma vérité, um termo que Edgar Morin usou em um artigo de 1960 no France-Observateur referindo-se aos cinejornais Kino-Pravda de Dziga Vertov. O filme mais conhecido de Rouch, uma das obras centrais da Nouvelle Vague, é Chronique d'un été (1961), que ele filmou com o sociólogo Edgar Morin e retrata a vida social da França contemporânea. Durante toda sua carreira, ele relatou sobre a vida na África. Ao longo de cinco décadas, fez quase 120 filmes.
Rouch e Jean-Michel Arnold fundaram um festival internacional de cinema documentário, o Cinéma du Réel, no Centro Pompidou em Paris em 1978.
Em 1996, após a eleição de Nelson Mandela, Rouch visitou o Centro de Estudos de Retórica da Universidade da Cidade do Cabo a convite de Philippe-Joseph Salazar. Ele deu duas palestras sobre seu trabalho e filmou algumas cenas nos townships negros com sua assistente Rita Sherman.
Rouch morreu em um acidente de carro em fevereiro de 2004, a 16 quilômetros de Birni-N'Konni, Níger.
Em seu ensaio de 2017 "How the Art World, and Art Schools, Are Ripe for Sexual Abuse", a artista contemporânea Coco Fusco detalha um encontro inicial com Rouch: "Fui sexualmente assediada pelo renomado cineasta etnográfico Jean Rouch, que é creditado por ter inventado uma melhor maneira de olhar para os africanos".

## Principais longas metragens
- 1952: Bataille sur le grand fleuve (Batalha no Rio Grande)
- 1955: Les Fils de l'eau (Os Filhos da Água)
- 1967: Jaguar
- 1958: Moi un noir, (Quem diz “Eu, um Negro?)
- 1959: La pyramide humaine (A Pirâmide Humana)
- 1961: Chronique d'un été (Crónica de um Verão), co-realizado com Edgar Morin. Prémio da Crítica do do Festival de Cannes.
- 1965: Chasse au léon à l'arc - Leão de Ouro do Festival de Veneza, 1965) - (Caça ao Leão com Arco)
- 1967 - 1974: Les fêtes du Sigui (As Festas do Sigui)
- 1970: Petit à Petit (Pouco a Pouco)
- 1974: Cocorico Monsieur Poulet (Cócórócó, o Senhor Frango)
- 1979: Bougo, les funérailles du vieil Anaï (Bougo, o Funeral do Velho Anaï)
- 2003: Le Rêve Plus Fort que la Mort (O Sonho, mais forte do que a Morte)

## Curtas e médias metragens (lista parcial)
Alguns filmes representativos
- 1948ː Les Magiciens de Wanzerbe (Os Mágicos de Wanzerbe). Ritos dos mágicos songais, na Nigéria
- 1949ː Circoncision (Circuncisão). Rito de circuncisão das crianças de Hombori, uma aldeia do Mali.
- 1948ː Initiation à la danse des possédés (1949) uma mulher songai do arquipélago de Tillaberi é iniciada. Primeiro prémio no Festival do Filme Maldito em Biarritz, organizado por Henry Langlois e Jean Cocteau.
- 1951: Bataille sur le grand fleuve (Batalha no Rio Grande).
- 1954: Les Maîtres fous (Os Mestres Loucos) (1955). 36' e outras versões. Grande Prémio do Festival de Veneza (Filme Etnográfico - 1957). Ritual “selvagem” de um grupo de negros de uma seita religiosa da África Ocidental, operários em Acra, no Gana, que são possuídos pelo espírito dos Haukas, «os mestres loucos», numa representação de personagens associados ao poder colonial.
- 1962: Abidjan, port de pêche (Adidjan, Porto de Pesca) (24’). Em Abidjan, pescadores e armadores expõem seus problemas, dificuldades e esperanças.
- 1962: Les veuves de quinze ans (As Viúvas de Quinze Anos) - curta metragem para a série «Les adolescentes»). As yéyés francesas. Jean Rouch observa o comportamento de duas jovens na sociedade yéyé parisiense, cujas aventuras seguimos. Uma é séria, a outra nem por isso.
- 1964: La Gare du nord (A Gare do Norte). Ficção, em forma de plano-sequência de cerca de 16 minutos, em Paris vu (Paris visto por Jean Rouch, Jean-Daniel Pollet, Jean Douchet, Eric Rohmer, Claude Chabrol e Jean-Luc Godard).
- 1965:La Chasse au lion à l’arc (Caça ao Leão com Arco e Flecha).
- 1987: Brise-glace (Quebra-Gelos).

Filmes sobre rituais Dogon (Mali).
- 1967: L'enclume du Yougo (A Bigorna de Yougo) (38') Início das festas do Sigui. Homens rapados, vestindo indumentárias rituais do Sigui, entram na praça pública e dançam a dança da serpente, em honra dos “terraços dos mortos” importantes dos últimos sessenta anos.
- 1968: Les danseurs de Tyogou (Os Dançarinos de Tyogou) (27'). Segundo ano do Sigui. Os homens preparam os paramentos do Sigui antes da procissão para as antigas aldeias, para depois virem dançar na praça pública. No dia seguinte, a caverna é preparada para a recepção da Grande Máscara, no final das cerimónias.
- 1969: La caverne de Bongo (A Caverna de Bongo) (40'). Terceiro ano do Sigui. Os dignitários retiram-se por fim para a caverna de Bongo. Em torno do velho Anaï, no seu terceiro Sigui (passados mais de 120 anos), os homens preparam-se, antes de darem a volta ao campo de linhagem e de beberem cerveja, em comunhão.
- 1970: Les clameurs d'Amani (Os Clamores de Amani') (35') Quarto ano do Sigui. Interrogado pelo chefe de Bongo, le «renard pâle» (a raposa branca) abre caminho ao Sigui de Amani. Precedido pelos anciãos, os homens do Sigui iniciam um itinerário sinuoso antes de entrarem na praça ritual.
- 1974: L'auvent de la circoncision (O Alpendre da Circuncisão) (18') Sétimo e último ano das cerimónias do do Sigui, realizadas de sessenta em sessenta anos. Os três dignitários de Yamé vão ao Songo, às falésias, visitar os alpendres das cavernas cujas paredes se encontram cobertas de pinturas rupestres consagradas ao Sigui.

## Publicações
- Rouch, Jean. Ciné-Ethnography, editado e traduzido por Steven Feld. Imprensa da Universidade de Minnesota, 2003.
- Rouch, Jean. La Religion et la Magie Songhay. Presses Universitaires de France, 1960. 2ª edição revisada publicada pela Éditions de l'Université de Bruxelles, 1989.